# Wacław Rejmak
Wacław Rejmak, ps. „Hiszpan”, „Ostoja” (ur. 24 września 1917 w Sporniaku koło Lublina, zm. 18 października 1945 w pobliżu wsi Pociecha) – kapitan Armii Krajowej, żołnierz podziemia antykomunistycznego.

## Życiorys
Ukończył Seminarium Nauczycielskie w Lublinie, następnie Szkołę Podchorążych Piechoty w Komorowie koło Ostrowi Mazowieckiej, którą skończył w 1939 roku z II lokatą i został skierowany do 19 Pułku Piechoty do Lwowa. W wojnie obronnej 1939 roku walczył m.in. pod Kutnem. Przebywał w obozie jenieckim Soldau (KL) w Działdowie, skąd z powodu choroby, zwolniono go do domu. Ponownie został skierowany do obozu w Radomiu, skąd wyciągnęła go jego była nauczycielka ze szkoły w Lublinie. Do konspiracji włączył się na przełomie 1940 i 1941 roku. W 1943 skierowany do obwodu łukowskiego (dawne województwo lubelskie), gdzie zorganizował i dowodził oddziałem Kedywu. Brał udział w wielu akcjach. W maju 1945 „Ostoja” negocjował ujawnienie swoich żołnierzy. Aresztowany przez UB, osadzony w więzieniu na Pradze, zwolniony po amnestii w sierpniu 1945 roku. Wkrótce, 18 października 1945 roku zastrzelony wraz ze swoim adiutantem podporucznikiem Mieczysławem Kańskim ps. „Czeczot” na szosie w pobliżu wsi Pociecha koło Garbowa przez funkcjonariuszy UB. Został pochowany na cmentarzu w Motyczu.
W 1984 r. Wacław Rejmak został pośmiertnie awansowany do stopnia podpułkownika przez Prezydenta Rzeczypospolitej Polskiej na Uchodźstwie, Edwarda Raczyńskiego.